# Nagy nyárfalepke
A nagy nyárfalepke (Limenitis populi) a lepkék (Lepidoptera) rendjén belül a tarkalepkefélék (Nymphalidae) családjába tartozó lonclepke (Limenitis) nem egyik faja.

## Előfordulása
Szerte Európában él, de mindenütt ritka. Magyarországon régebben a Bükk hegység völgyeiben is előfordult, mára az Őrségi Nemzeti Parkba szorult vissza.

## Megjelenése
Az egyik legnagyobb európai nappali lepke. Csápja bunkós, teste karcsú. A hím szárnyai kékes-szürkés alapon fehér foltosak, a nőstényé sötétebbek. A nőstény fehér rajzolata kiterjedtebb a híménél. A szárnyak fonáka barna-narancs (mustársárga) alapon fehér foltos, fehér szegéllyel; a fehér rajzolat kis területre korlátozódik.

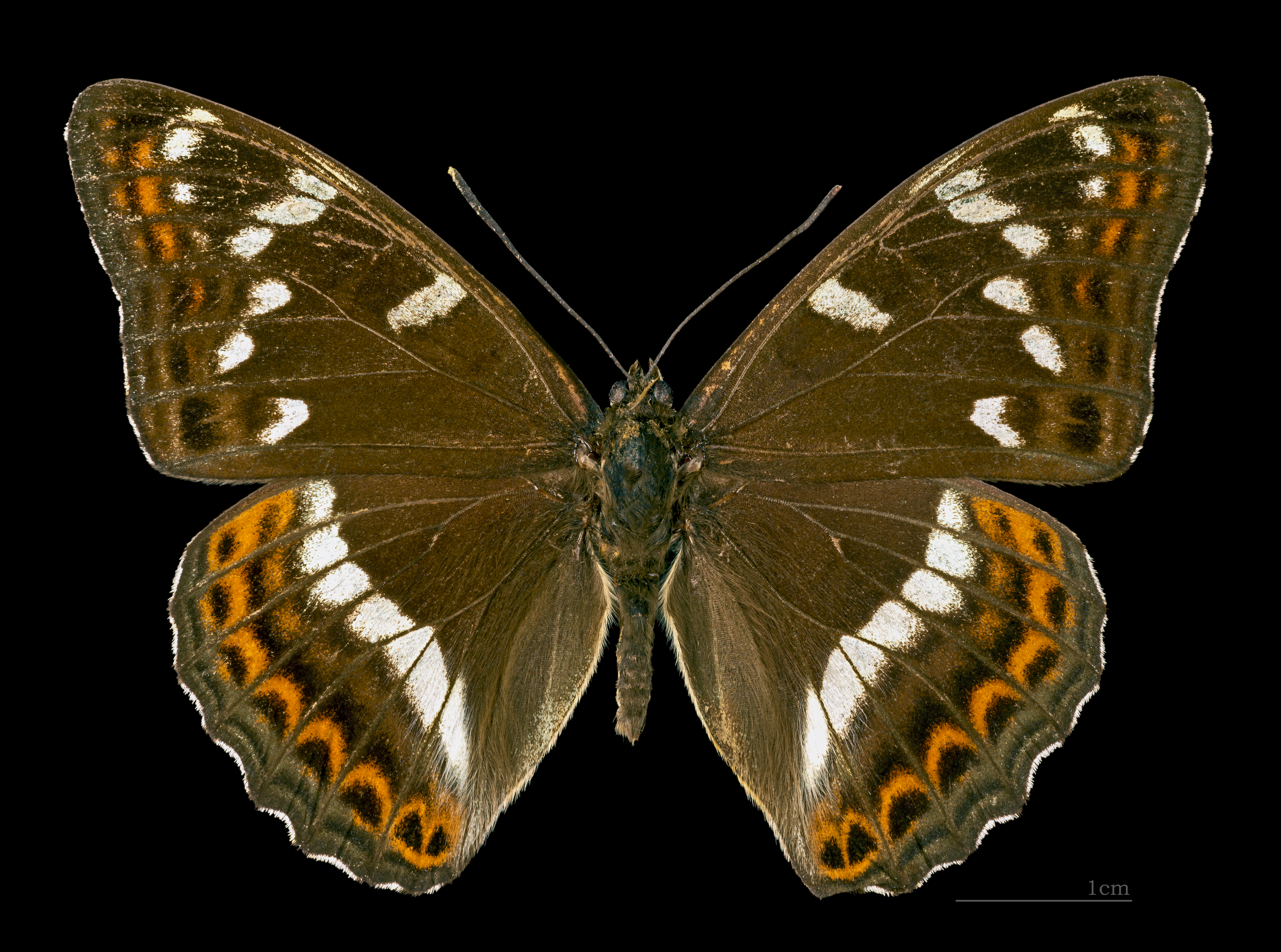
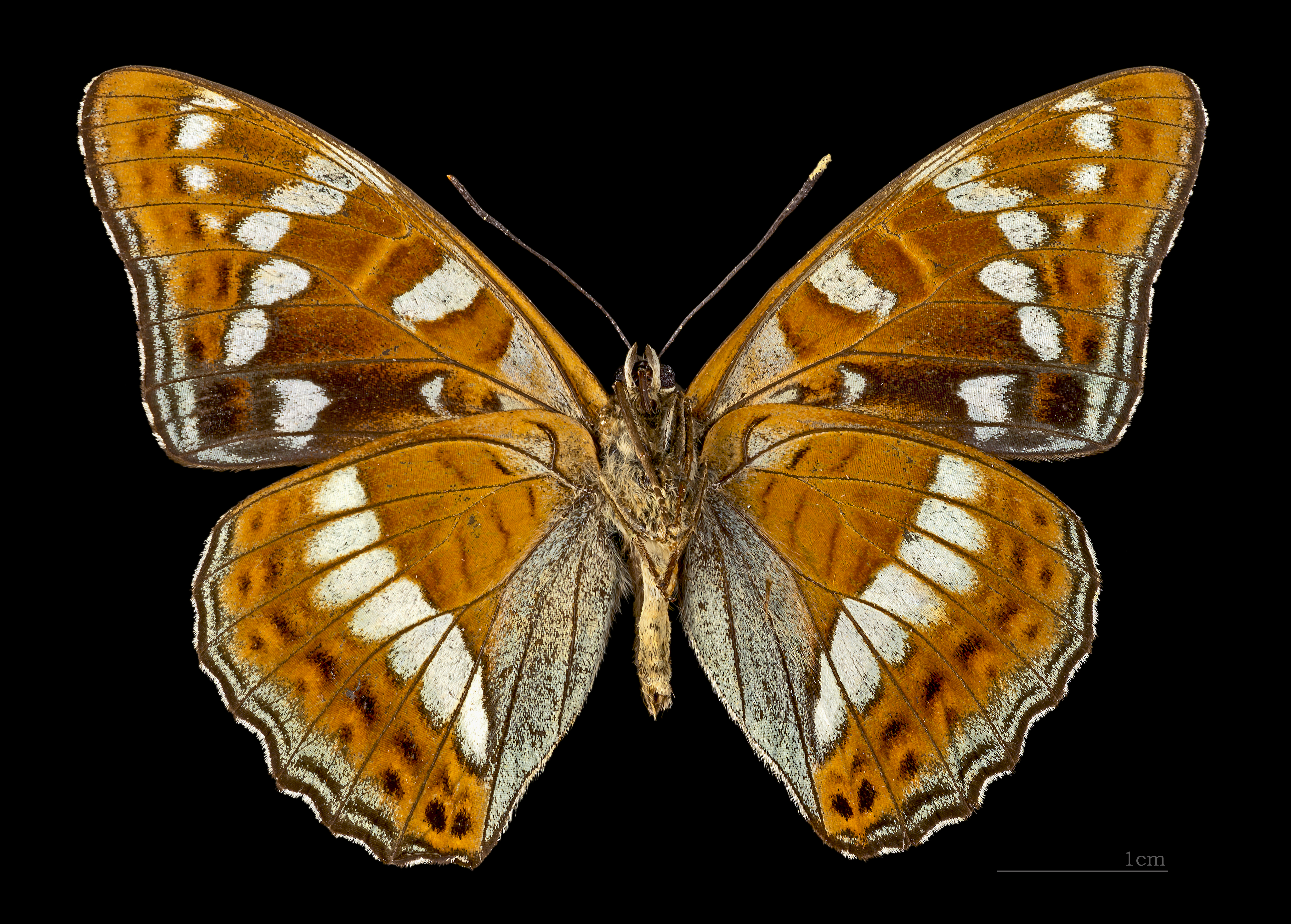

## Életmódja
Kedvelt élőhelyei a gyertyános–tölgyesek hűvös, párás szegélyei, ahol sok rezgő nyár nő. Ugyancsak előszeretettel telepszik meg a patakvölgyekben és a hegyi tavak környékén. Igen jól repül; nappal tápnövényeinek törzsén figyelhető meg.
A rejtett életmódú, a nyár- és égerfák törzsében táplálkozó hernyók szájszerve rágó. Két év alatt fejlődnek imágóvá. Június–júliusban repül.

## Veszélyeztetettség
Magyarországon veszélyeztetett faj, természetvédelmi értéke 100 000 Ft. Ritkulásának legfőbb oka az erdők – elsősorban mezőgazdasági célokat szolgáló – kitermelése volt.